# Mirage Studios
Mirage Studios es una editorial independiente de cómics estadounidense, constituida el 30 de septiembre de 1983 por Kevin Eastman y Peter Laird en Dover, New Hampshire, y en la actualidad domiciliada en Northampton, Massachusetts, conocida por publicar la serie de cómics de Las Tortugas Ninja.

## Historia
Mirage Studios emprendió su andadura en 1983, en Dover, New Hampshire, menos de un año antes de la publicación del número 1 de la serie de cómics Teenage Mutant Ninja Turtles, en mayo de 1984. Mirage mudó sus instalaciones a Sharon, Connecticut, y permaneció allí durante dos años, tras los cuales se instalaron definitivamente en Northampton, Massachusetts.
Con el éxito de las Tortugas Ninja, Eastman y Laird contrataron a un grupo de artistas para que ayudaran con la creciente carga de trabajo. La primera adición a la alineación creativa de la editorial fue el amigo de instituto de Eastman Steve Lavigne, que fue contratado en 1984 como rotulista.
En 1985, Eastman y Laird contrataron al artista de Cleveland Ryan Brown para ayudarles como entintador de la serie. Brown sería el primero de una larga serie de artistas, distintos a Eastman y Laird, que trabajarían en la serie de las Tortugas Ninja. Al año siguiente, se unieron dos nuevos miembros: el dibujante Jim Lawson, de Connecticut , y el nativo de Nueva Jersey Michael Dooney, que realizaría varias portadas. Con la adición de estos cuatro artistas base, junto a Peter y Kevin, la línea de publicaciones de Mirage se amplió durante los siguientes años para incluir numerosos spin-offs de la serie, así como una serie hermana, llamada Tales of the Teenage Mutant Ninja Turtles. En 1989, Kevin Eastman invitó al ilustrador freelance A.C. Farley para que realizara portadas para los tomos recopilatorios de TMNT. Peter Laird también encargó a Farley el dibujo del número 29 de dicha serie. Farley pasó finalmente a formar parte del equipo creativo de la editorial, y realizó trabajo artístico para la serie hasta su salida de la editorial para retomar su carrera como freelance en 2004.
En 1991, Mirage Studios obtuvo un mandato interlocutorio contra Counter-Feat Clothing por el uso de diseños y dibujos similares.
Los artistas de Mirage operaban desde una fábrica reformada, situada en Florence, Massachusetts. Aquí se realizaba el grueso del proceso creativo, como los diseños de los juguetes comercializados por Playmates Toys y la serie de cómics Teenage Mutant Ninja Turtles Adventures, publicada por Archie Comics, hasta que Tundra Publishing compró el edificio.
Eastman y Laird, junto a Brown, Dooney, Lavigne, Lawson y Farley, hicieron varias apariciones públicas promocionando la editorial durante los años, atendiendo muchas convenciones de cómics en Detroit, Chicago, Hawái, San Diego, Ohio, Boston, y Portsmouth, New Hampshire, entre muchos otros sitios. A medida que aumentó la popularidad de las Tortugas Ninja, se realizaron nuevas incorporaciones en la editorial, como Eric Talbot, antiguo compañero de instituto de Eastman y Lavigne, el guionista Stephen Murphy, y el amigo de Brown Dan Berger, que se incorporó desde Ohio para entintar Teenage Mutant Ninja Turtles Adventures. En 1988, Mirage Studios participó en la redacción de la Carta de Derechos de creadores de cómics, junto a otros artistas independientes.
El 21 de octubre de 2009 se anunció que Viacom había comprado todos los derechos sobre las Tortugas Ninja propiedad de Mirage, que retiene los derechos para publicar 18 ejemplares al año, aunque el grado de involucración de Mirage con las Tortugas, y el futuro de Mirage en sí misma, es desconocido.